# 钟琴塔 (柏林)

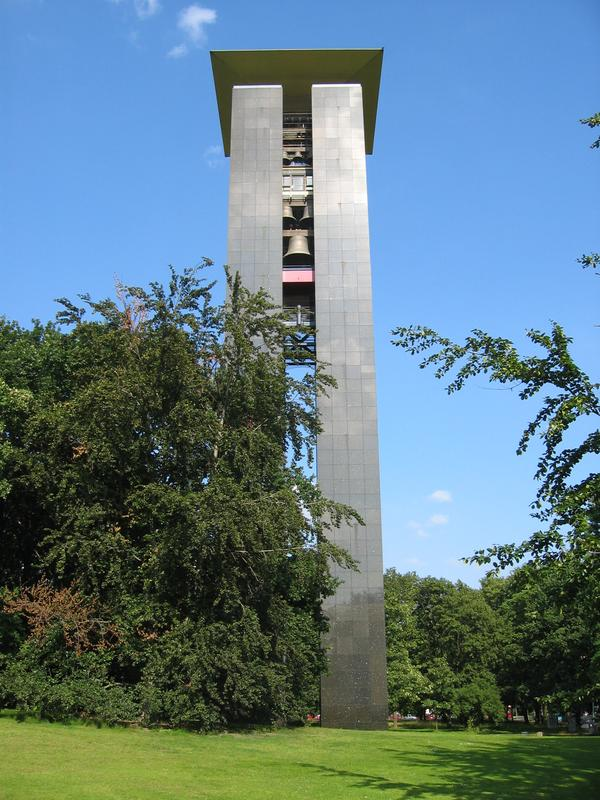

柏林钟琴塔（Carillon）位于柏林市中心大蒂尔加滕公园（Tiergarten）的东北部，是一座高42米的独立塔楼，毗邻世界文化宮（Haus der Kulturen der Welt），靠近德国总理府。它包括68口钟，共计重达48吨。最大的钟重7.8吨。
钟琴塔是在1987年，藉给柏林建城750年庆祝之机，由戴姆勒汽车公司赠送给柏林市。它是由荷兰皇家铸造厂Eijsbouts铸造，是欧洲最大、世界第四大的同类乐器之一（按钟的数量）。 
从5月初到9月底，每周日下午3点，以及一些重要的国定假日（12月的下午2点），柏林钟琴塔都会演奏音乐会，曲目包括古典作品以及流行歌曲。音乐会结束时，会安排钟琴塔游览，钟琴匠带领团队穿越该塔，并用德语和英语回答问题，解释乐器的特殊功能，以及从第一任普鲁士国王到兩德統一，在柏林钟琴的历史，演示乐器的演奏技巧，并为客人演奏钟琴。登塔可以看到柏林及其政府大楼的独特景观。